# بطولة العالم للشطرنج 2014
بطولة العالم للشطرنج 2014 هي مباراة شطرنج منظمة من قبل الاتحاد الدولي للشطرنج والتي تقام بين 7 و28 نوفمبر 2014 في مدينة سوتشي في روسيا بين بطل العالم الحالي النرويجي ماغنوس كارلسن ومنافسه الهندي فيشفاناثان اناند الفائز بمسابقة الترشح 2014 التي تنافس فيها 8 مترشحين في خانتي-مانسييسك في مارس 2014..

## دورة الترشح 2014

### النتنظيم
المنافس في بطولة العالم للشطرنج هو أناند، الفائز بمسابقة المترشحين بين 11 مارس و1 أبريل 2014.

المسابقة أقيمت في خانتي-مانسييسك غرب سيبيريا في روسيا.

المدينة كانت قد استقبلت العديد من المسابقات الدولية مثل كأس العالم للاتحاد الدولي للشطرنج 2005 و2007، 2009، 2011، وأولمبياد الشطرنج 2010، وبطولة العالم للشطرنج للسيدات 2012، وأيضا بطولة العالم للشطرنج بليتز 2013.

### المشاركين
المشاركين حسب القواعد المعتمدة من الاتحاد الدولي للشطرنج هم:
| طريقة التأهل | المتأهل           | تصنيف إيلو (مارس 2014) | التصنيف الدولي (مارس 2014) |
| --- | ----------------- | ---------------------- | -------------------------- |
| الخاسر من بطولة العالم للشطرنج 2013 | فيشفاناثان اناند  | 2770                   | 8                          |
| المتسابقين النهائيين في كأس العالم للاتحاد الدولي للشطرنج 2013 | فلاديمير كرامنيك  | 2787                   | 3                          |
| المتسابقين النهائيين في كأس العالم للاتحاد الدولي للشطرنج 2013 | ديمتري أندرايكين  | 2709                   | 42                         |
| المتسابقين الأولين في الجائزة الكبرى للاتحاد الدولي للشطرنج 2012-2013 | فيسيلين توبالوف   | 2785                   | 4                          |
| المتسابقين الأولين في الجائزة الكبرى للاتحاد الدولي للشطرنج 2012-2013 | شهريار ماميدياروف | 2757                   | 13                         |
| المتسابقين الأحسن تقييما في تصنيف إيلو (المعدل المتوسط لتصنيف إيلو في 12 تصنيف شهري بين أغسطس 2012 ويوليو 2013) والمشاركين سوى في كأس العالم 2013 أو الجائزة الكبرى 2012-2013. | ليفون أرونيان     | 2830                   | 2                          |
| المتسابقين الأحسن تقييما في تصنيف إيلو (المعدل المتوسط لتصنيف إيلو في 12 تصنيف شهري بين أغسطس 2012 ويوليو 2013) والمشاركين سوى في كأس العالم 2013 أو الجائزة الكبرى 2012-2013. | سيرغي كارياكين    | 2766                   | 9                          |
| متسابق مستدعى من قبل لجنة التنظيم على ألا يكون تصنيفه أقل من 2725 في يوليو 2013.                                                                                               | بيتر سفيدلر       | 2758                   | 11                         |

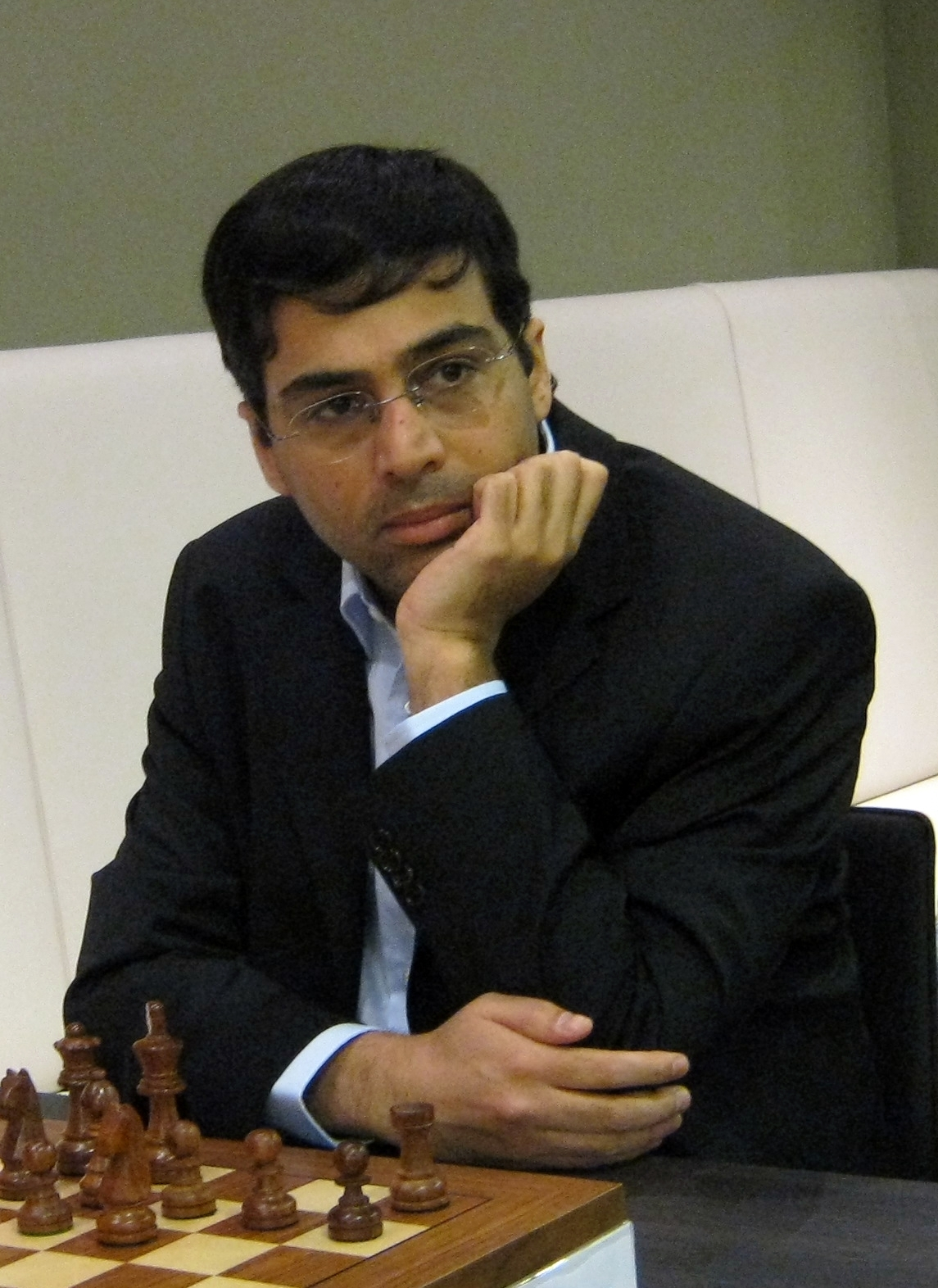
فيشفاناثان اناند
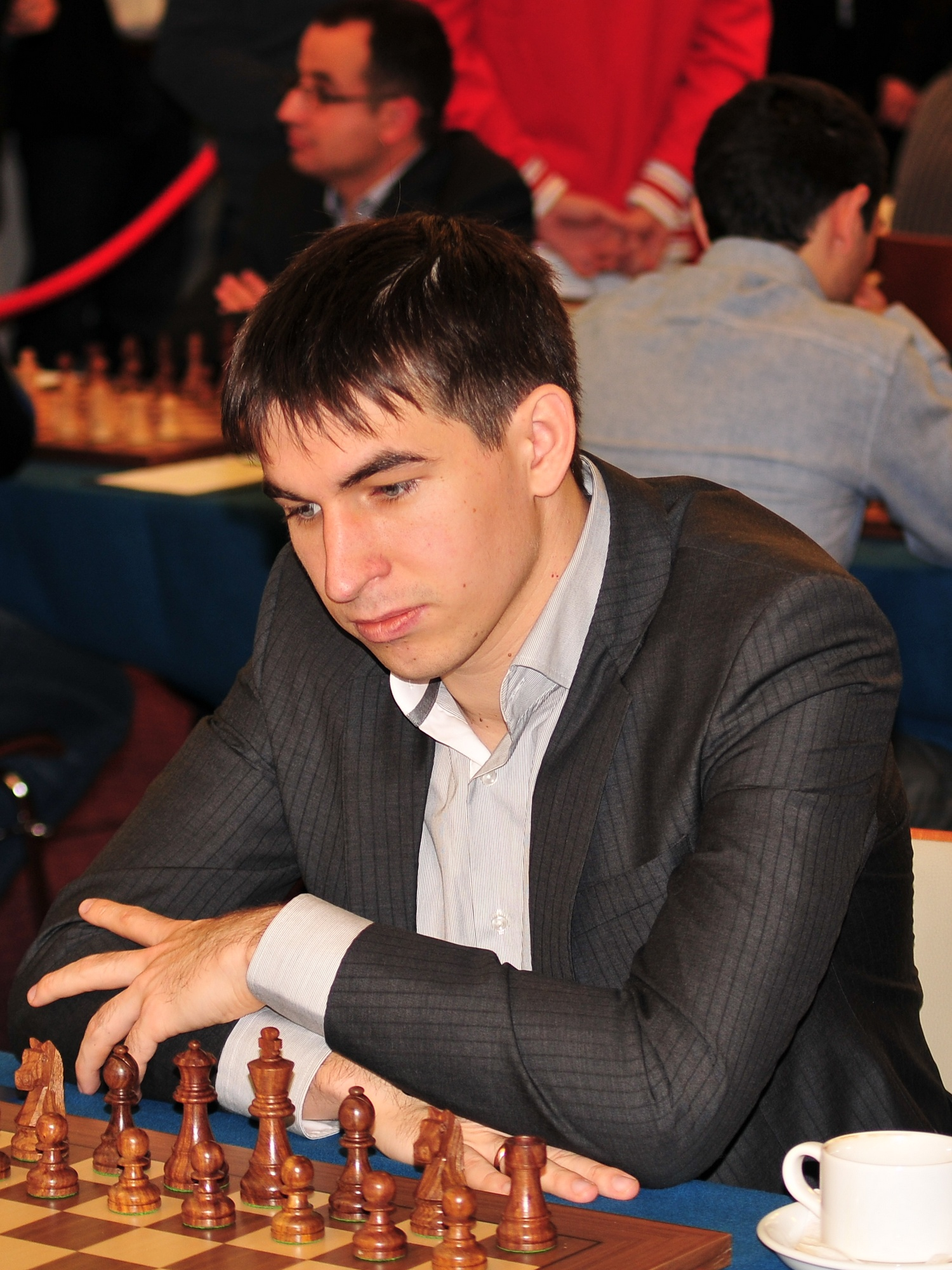
ديمتري أندرايكين
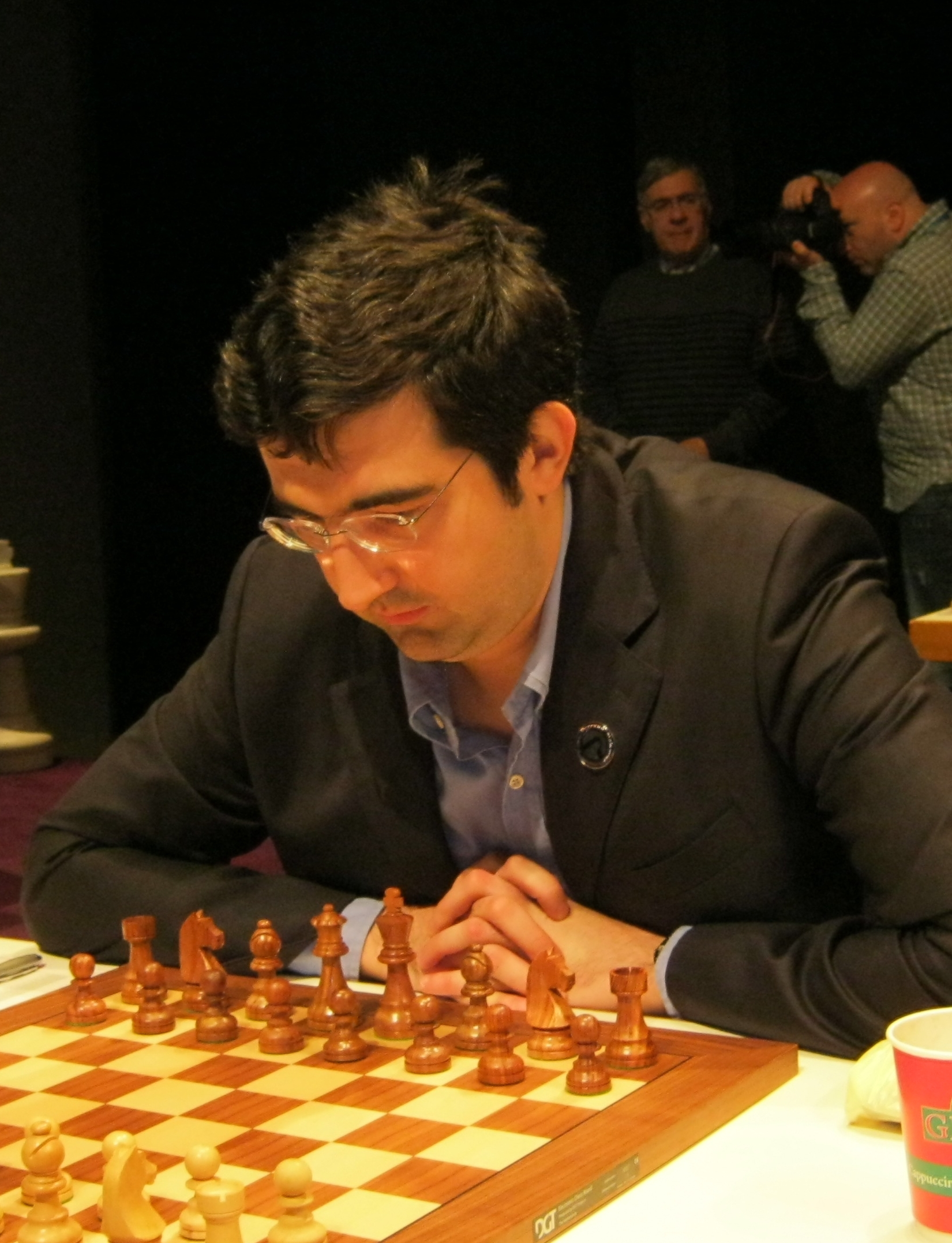
فلاديمير كرامنيك
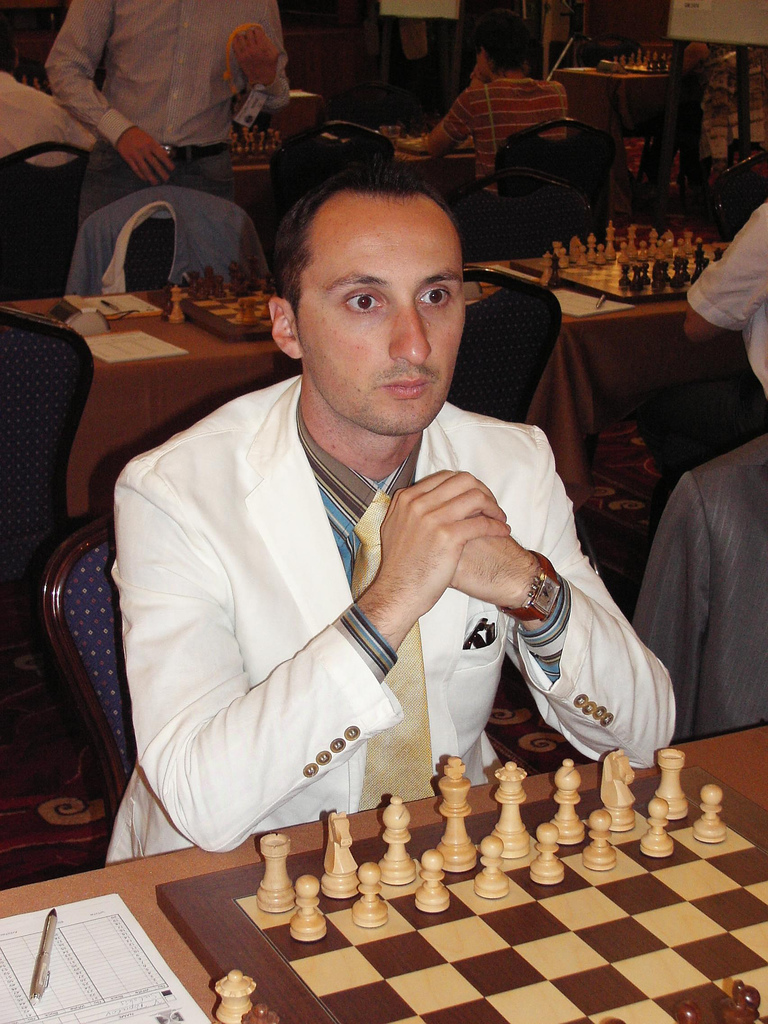
فيسيلين توبالوف
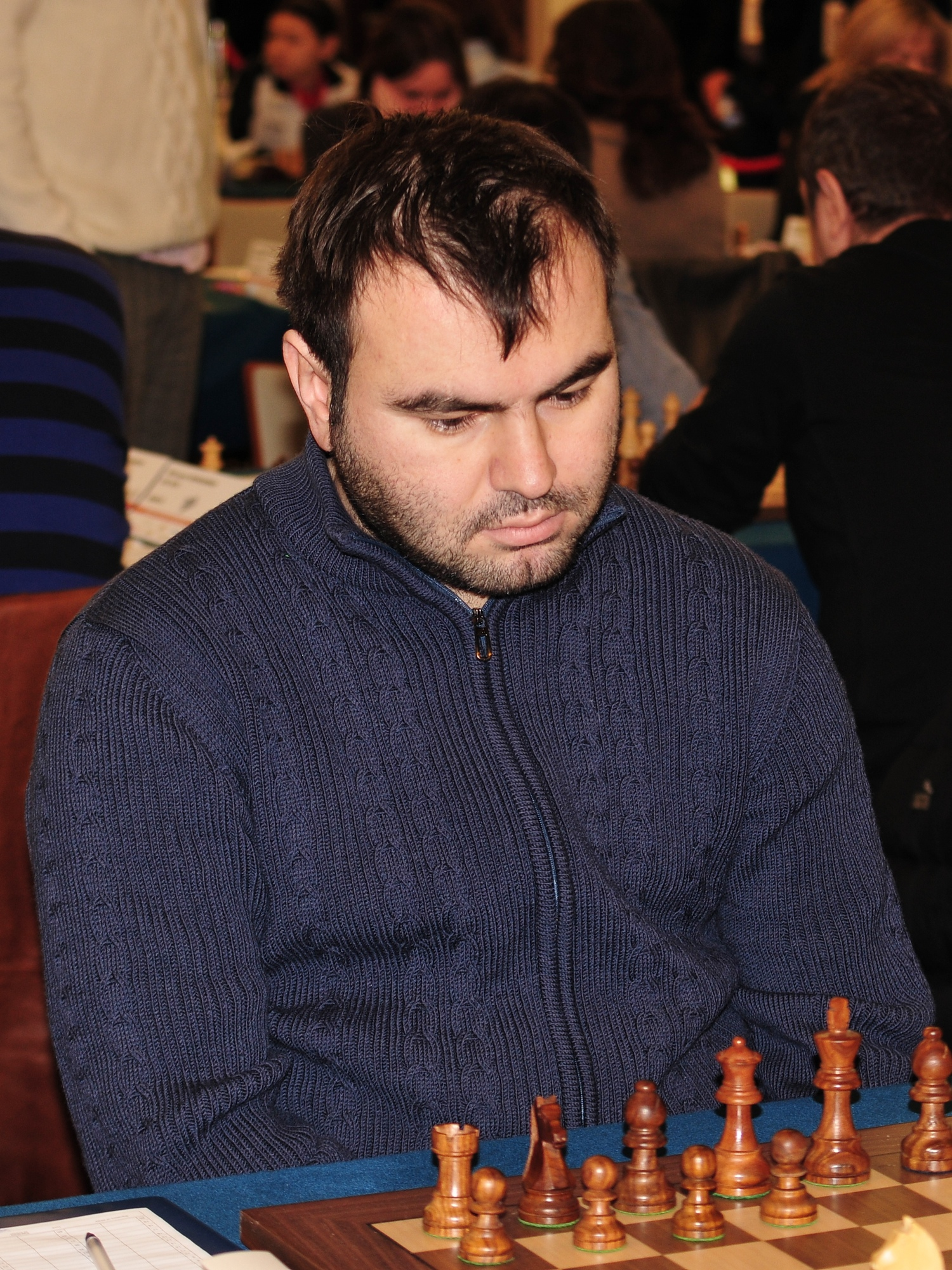
شهريار ماميدياروف
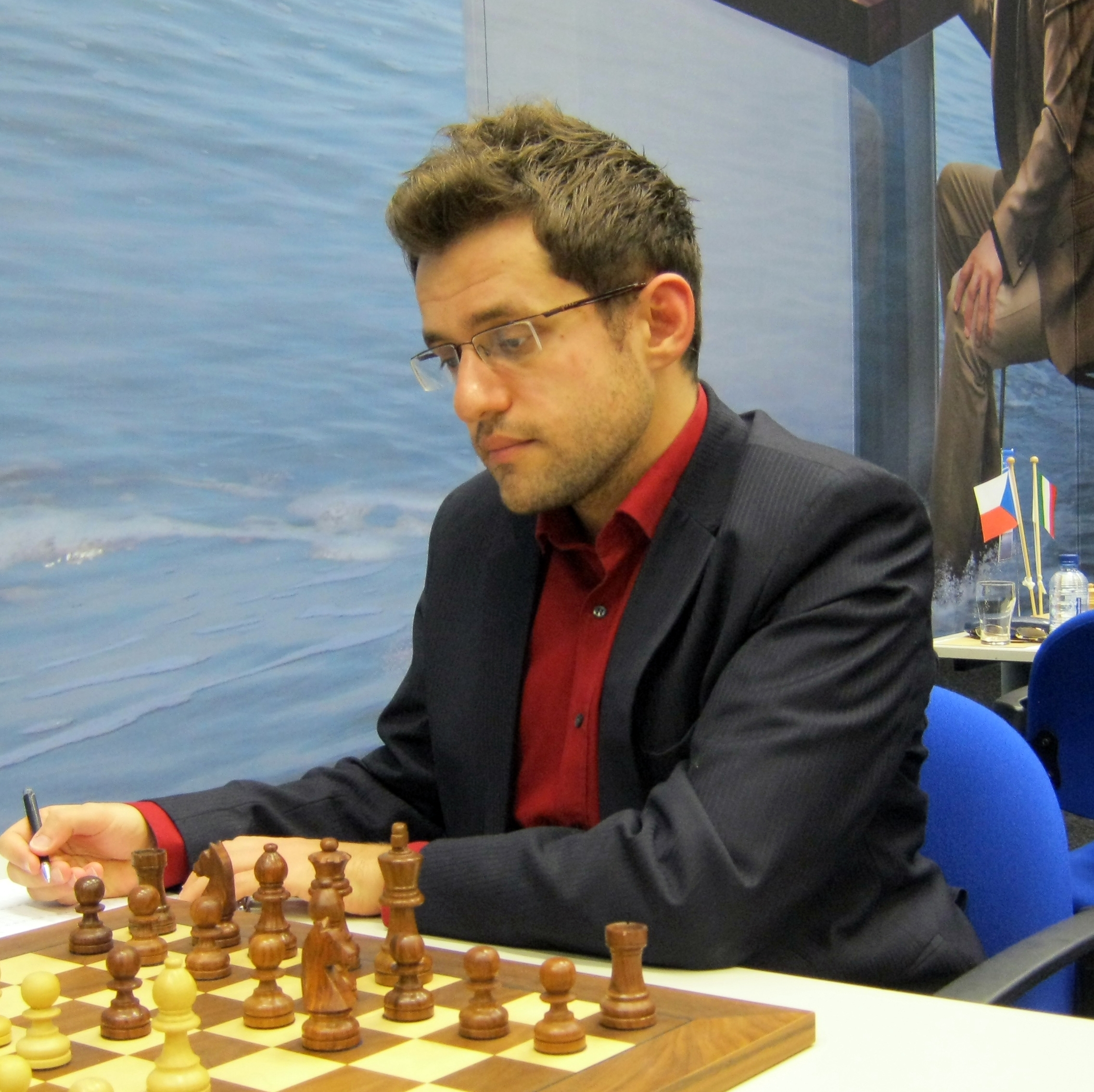
ليفون أرونيان
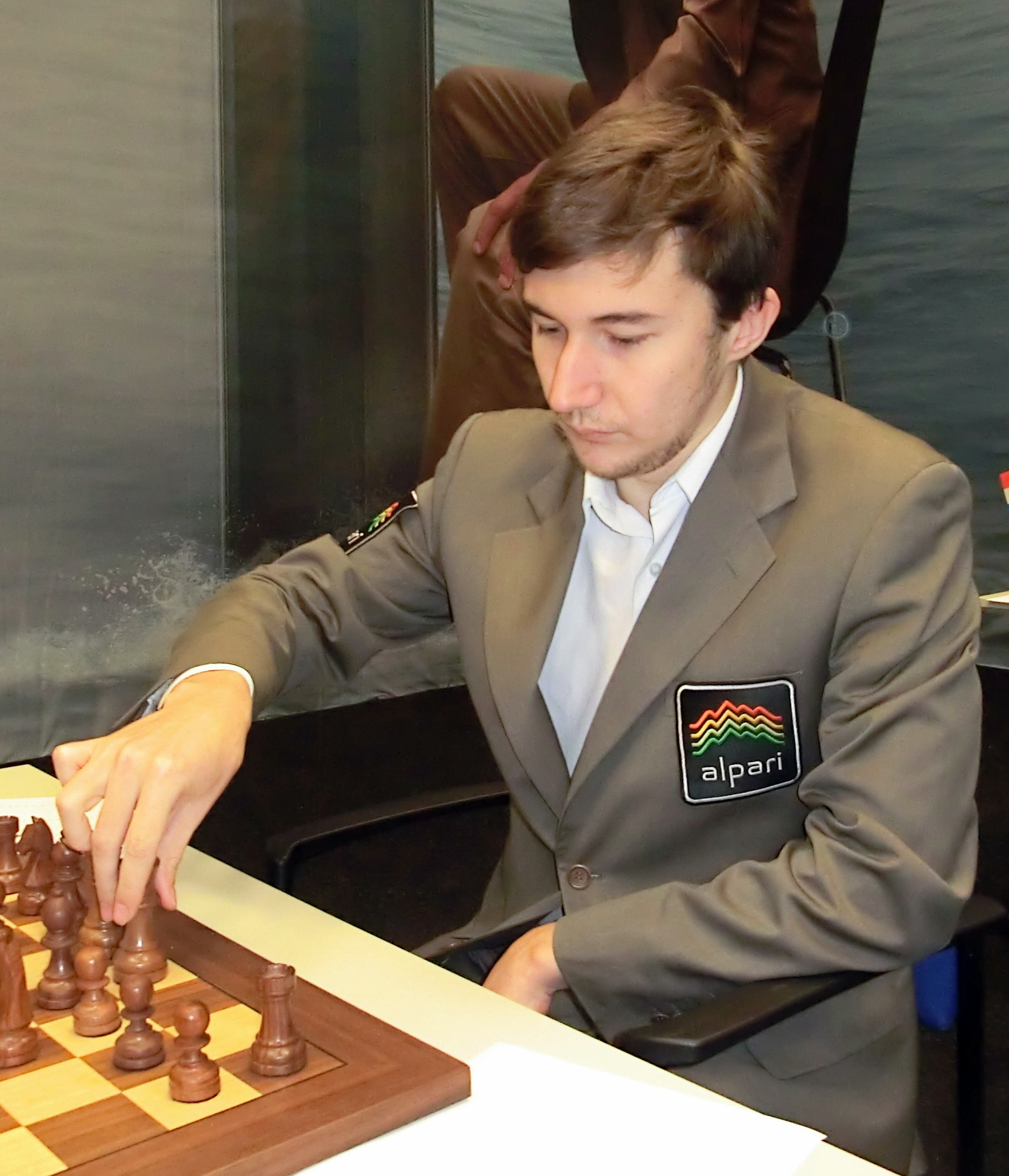
سيرغي كارياكين
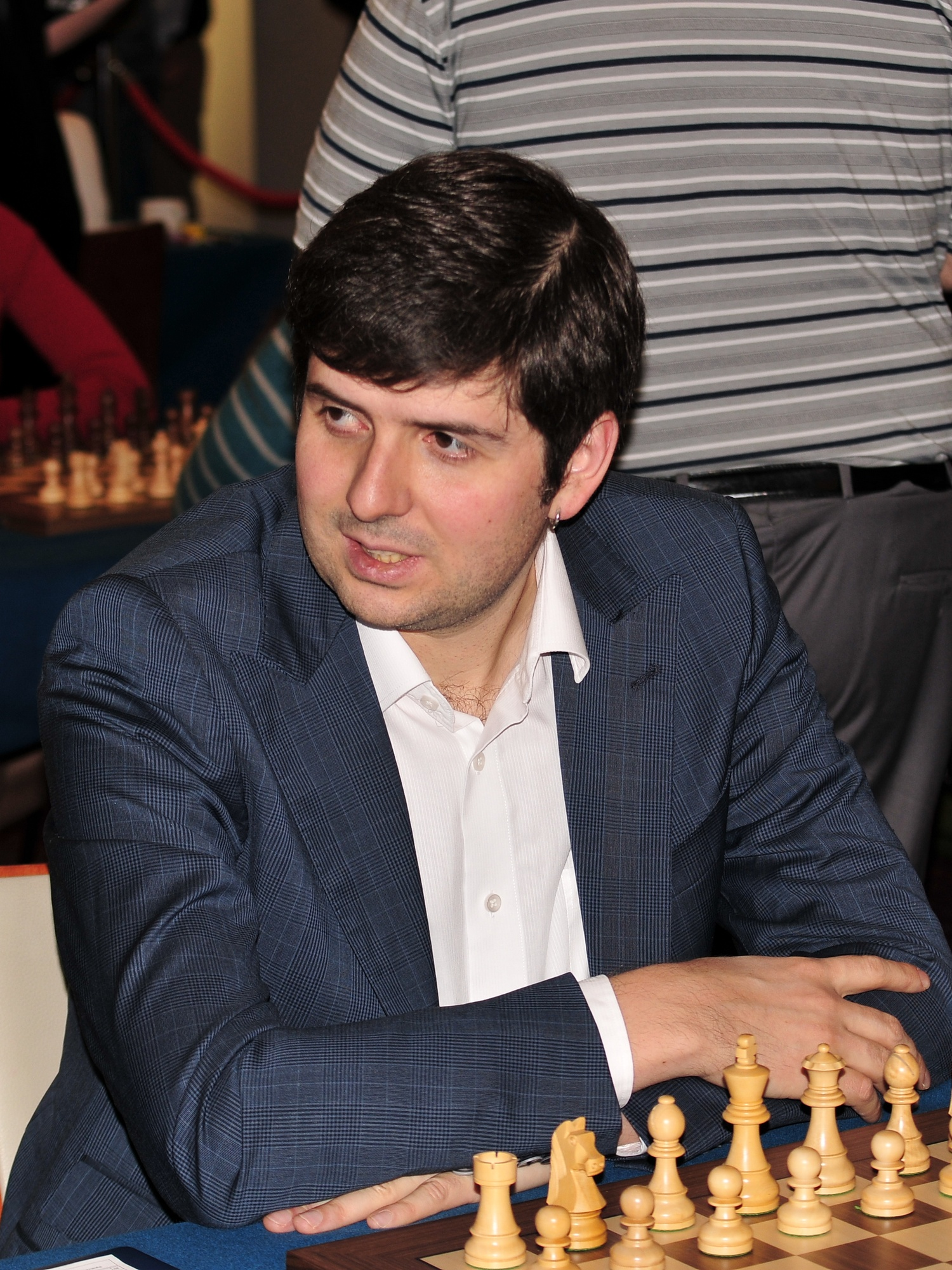
بيتر سفيدلر

## المباريات
|                  | Rating | Game 1 8 Nov. | Game 2 9 Nov. | Game 3 11 Nov. | Game 4 12 Nov. | Game 5 14 Nov. | Game 6 15 Nov. | Game 7 17 Nov. | Game 8 18 Nov. | Game 9 20 Nov. | Game 10 21 Nov. | Game 11 23 Nov. | Game 12 25 Nov. | Points |
| ---------------- | ------ | ------------- | ------------- | -------------- | -------------- | -------------- | -------------- | -------------- | -------------- | -------------- | --------------- | --------------- | --------------- | ------ |
| ماغنوس كارلسون   | 2863   | ½             | 1             | 0              | ½              | ½              | 1              | ½              | ½              | ½              | ½               | 1               | -               | ½6     |
| فيشفاناثان اناند | 2792   | ½             | 0             | 1              | ½              | ½              | 0              | ½              | ½              | ½              | ½               | 0               | -               | ½4     |

## مقالات ذات صلة
- شطرنج
- بطولة العالم للشطرنج

## روابط خارجية
- الموقع الرسمي للبطولة.